# 포스코기술투자
포스코기술투자는 포스코 계열의 투자기관이다.

## 사업내역
주요 사업은 신기술사업자 및 벤처기업을 발굴•육성하는 지원 서비스이다. 구체적으로는 신기술사업자, 벤처기업에 대한 투자•융자, 경영 및 기술지도, 신기술사업투자조합의 결성 및 업무집행 그리고 각 사업에 부수되는 사업이다.

## 연혁
- 1997년
  - 06월 회사 설립(자본금 100억원, POSCO 100%)
  - 07월 중소기업창업투자회사 등록 (중소기업청)
- 1999년
  - 11월 유상증자 실시 (자본금 200억원)
  - 12월 포스텍벤처펀드 1호 투자조합 결성 (90억원)
- 2000년
  - 07월 유상증자 실시 (자본금 300억원
  - 07월 포스텍벤처펀드 2호 투자조합 결성 (150억원)
  - 08월 서울사무소 개소
  - 10월 부품소재투자기관협의회 가입
- 2001년
  - 05월 포항벤처투자조합 결성 (55억원)
- 2010년
  - 05월 포스텍초기기업펀드 결성(100억원)
  - 06월 포스코패밀리전략펀드 결성(1,000억원)[2]
- 2014년
  - 05월 포스코기술투자로 상호 변경.